# Union chrétienne (Pays-Bas)
L'Union chrétienne (en néerlandais : ChristenUnie, abrégé en CU) est un parti politique néerlandais conservateur d'inspiration chrétienne sociale et marqué par la religion.

## Histoire
L'Union chrétienne est fondée en janvier 2000 à partir de deux partis chrétiens réformés, la Fédération politique réformatrice (RPF) et la Ligue politique réformée (GPV). Leurs groupes parlementaires fusionnent effectivement en mars 2001. Le parti participe au cabinet Balkenende IV (2007-2010), avec l'Appel chrétien-démocrate (CDA) et le Parti travailliste (PvdA). Le 22 juin 2009, la CU adhère au groupe des Conservateurs et réformistes européens (CRE) de tendance antifédéraliste.
Le parti est représenté au Parlement européen par Peter van Dalen de 2009 à 2023, puis par Anja Haga jusqu'en 2024. Une collaboration étroite avec le Parti politique réformé (SGP) est formée, puisque les deux partis font liste commune, gagnant deux sièges, un pour chaque. La CU est cependant considérée moins orthodoxe et conservatrice que le SGP, qui ferme son site en ligne le dimanche. En 2017, l'Union chrétienne prend part au cabinet Rutte III aux côtés du Parti populaire pour la liberté et la démocratie (VVD), de l'Appel chrétien-démocrate (CDA) et des Démocrates 66 (D66). En 2021, la coalition est reconduite dans le cabinet Rutte IV qui prend fin en 2024.

## Idéologie
L'Union chrétienne se définit comme un parti chrétien social en s'alignant sur la gauche concernant les questions économiques, d'asile ou de protection de l'environnement mais en défendant des valeurs conservatrices sur des questions telles l'avortement, l'homosexualité ou l'euthanasie.

## Dirigeants

### Chefs politiques
| Période     | Nom              |
| ----------- | ---------------- |
| 2001-2002   | Kars Veling (en) |
| 2002-2011   | André Rouvoet    |
| 2011-2015   | Arie Slob        |
| 2015-2023   | Gert-Jan Segers  |
| Depuis 2023 | Mirjam Bikker    |

### Autres membres notables
- Peter van Dalen, député européen de 2009 à 2023.
- Eimert van Middelkoop, ministre de la Défense de 2007 à 2010, président en 2001 du GPV.
- Tineke Huizinga, secrétaire d'État aux Transports et des Voies d'eau, chargée des Eaux et des Transports urbains entre 2007 et 2010.
- Carola Schouten, vice-Première ministre de 2017 à 2024.
- Paul Blokhuis, secrétaire d'État à la Santé, au Bien-être et aux Sports, chargé de la Politique de vieillesse, des Handicapés et des Vétérans entre 2017 et 2022.

## Résultats électoraux

### Législatives

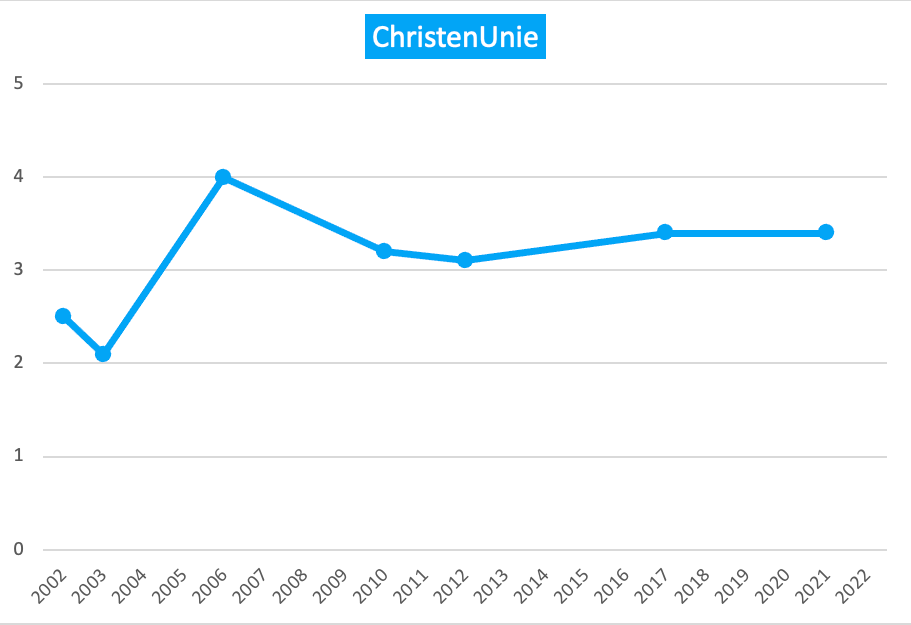
Evolution des résultats électoraux de CU à la Seconde Chambre,.

| Année | %   | Sièges  | Rang | Gouvernement  |
| ----- | --- | ------- | ---- | ------------- |
| 2002  | 2,5 | 4 / 150 | 8e   | Opposition    |
| 2003  | 2,1 | 3 / 150 | 8e   | Opposition    |
| 2006  | 4,0 | 6 / 150 | 7e   | Balkenende IV |
| 2010  | 3,2 | 5 / 150 | 8e   | Opposition    |
| 2012  | 3,1 | 5 / 150 | 7e   | Opposition    |
| 2017  | 3,4 | 5 / 150 | 8e   | Rutte III     |
| 2021  | 3,4 | 5 / 150 | 10e  | Rutte IV      |
| 2023  | 2,0 | 3 / 150 | 13e  | Opposition    |

### Européennes
| Année | %    | Sièges | Rang | Groupe              |
| ----- | ---- | ------ | ---- | ------------------- |
| 2004  | 5,9  | 1 / 27 | 7e   | ID                  |
| 2009  | 6,8  | 1 / 25 | 8e   | ECR                 |
| 2014  | 7,7  | 1 / 26 | 8e   | ECR                 |
| 2019  | 6,8  | 1 / 29 | 7e   | PPE                 |
| 2024  | 2,89 | 0 / 31 | 11e  | Extra-parlementaire |

1. 1 2 3 4  Alliance avec le SGP qui a lui obtenu un siège.